# Pristimantis pahuma
Pristimantis pahuma es una especie de anfibio anuro de la familia Craugastoridae.

## Distribución geográfica
Esta especie es endémica de la provincia de Pichincha en Ecuador. Se encuentra en la Reserva Biológica Los Cedros y la Reserva Las Gralarias entre los 2186 y 2574 m sobre el nivel del mar.

## Descripción
Los machos miden de 20 a 22 mm y las hembras de 22 a 25 mm.

## Etimología
El nombre de la especie le fue dado en referencia al lugar de su descubrimiento, la Reserva El Pahuma.

## Publicación original
- Hutter & Guayasamin, 2015: Cryptic diversity concealed in the Andean cloud forests: two new species of rainfrogs (Pristimantis) uncovered by molecular and bioacoustic data. Neotropical Biodiversity, vol. 1, n.º 1, p. 35–59.[3]